# The Terror State
The Terror State is het vierde studioalbum van de Amerikaanse punkband Anti-Flag. Het werd op 21 oktober 2003 uitgegeven door Fat Wreck Chords en is daarmee de tweede uitgave van de band via dit label. Het album werd geproduceerd door de gitarist van Rage Against the Machine, Tom Morello.

## Nummers
1. "Turncoat" - 2:10
2. "Rank-N-File" - 3:46
3. "Post-War Breakout" (cover van Woody Guthrie) - 3:11
4. "Sold as Freedom" - 2:16
5. "Power to the Peaceful" - 2:57
6. "Mind the G.A.T.T." - 3:14
7. "You Can Kill the Protester, But You Can't Kill the Protest" - 2:33
8. "When You Don't Control Your Government People Want to Kill You" - 2:47
9. "Wake Up!" - 2:35
10. "Tearing Down the Borders" - 3:07
11. "Death of a Nation" - 1:55
12. "Operation Iraqi Liberation" - 2:21
13. "One People, One Struggle" - 3:01
14. "Fuck the Flag" (bonustrack) - 0:52

## Band
- Justin Sane - gitaar, zang
- Chris Head - gitaar, zang
- Chris #2 - basgitaar, zang
- Pat Thetic - drums